# Avramovo (Kardzjali)
Avramov (Bulgaars: Аврамово) is een dorp Bulgarije. Het is gelegen in de gemeente Ardino, oblast Kardzjali en telt 6 inwoners (2008). Het dorp is gelegen in een bergachtig gebied. Tot 1934 had het dorp de naam Ibrahimler.